# Yamamoto Tsunetomo
Jōchō Yamamoto, né Yamamoto Tsunetomo (山本 常朝, Yamamoto Tsunetomo, 12 juin 1659 - 1719), était un samouraï japonais, vassal du seigneur Nabeshima Mitsushige de la province de Hizen.

## Biographie
À l'âge de 9 ans, il entra dans la maison Nabeshima où il servit fidèlement pendant plus de trente ans, d'abord comme page du seigneur puis comme samouraï. À 20 ans, il fit la rencontre du moine zen Tannen, supérieur du temple des Nabeshima, qui démissionna de son poste en signe de désaccord lors de la condamnation d'un moine. Il fit ensuite la connaissance d'un lettré confucéen, Ishida Ittei, conseiller des Nabeshima. Ittei était un homme de grand courage, il fut exilé plus de huit ans pour s'être opposé à une décision du daimyo. Ces deux rencontres marquèrent profondément Yamamoto.
À la mort de son seigneur, en 1700, il ne put pratiquer le seppuku pour le suivre dans la mort, suicide rituel et signe de dévouement ultime. Car, non seulement son maître réprouvait cette pratique, mais elle avait été interdite par un décret du shogun Tokugawa.
Ne pouvant s'accorder avec le successeur de son maître, il reçut l'autorisation de devenir moine et de se retirer du monde.
À l'âge de 42 ans, après s'être rasé la tête, il alla vivre une vie semi-recluse dans une hutte à Kurotsuchibaru à 12 km au nord du château de Saga, qui était habité par le clan Nabeshima. Il prit alors le nom de Jōchō Yamamoto. Entre 1709 et 1716, un jeune scribe le rejoignit. 
Durant ces sept années, Tashiro Tsuramoto transcrivit tous les entretiens qu'il eut avec Yamamoto. Malgré l'interdiction de ce dernier, Tsuramoto recopia et distribua ses écrits aux samouraï de Saga sous le titre : Analectes de Nabeshima.
Les onze tomes ainsi rédigés restèrent longtemps secrets avant d'être reconnus sous le titre de Hagakure (littéralement « À l'ombre des feuilles »).

## Philosophie
Un jeune lettré, venu le visiter, rendit compte des conversations qu’il eut avec Yamamoto sur l’esprit et la morale des samouraïs. Il en fit un manuel d’enseignement du combat et de l’esprit aristocratique à l’usage exclusif des nobles.
Bien que certains prétendent qu'il n'a jamais pris part à une bataille ou à un duel (il est né après tout en pleine Pax Tokugawa), Jōchō Yamamoto était un fervent adepte du bushido et l'un de ses plus éminents théoriciens. De façon générale, les Japonais opposent directement son œuvre, Hagakure, à celle de Miyamoto Musashi et de son Gorin no shō, le premier représentant vraiment la mentalité guerrière et impétueuse d'un bushi, tandis que le second est un ouvrage visionnaire qui par son approche technique de la guerre et du champ de bataille, se rapproche de la mentalité scientifique et de la raison de l'Occident et des temps modernes.
Paradoxalement, le Hagakure est souvent blâmé pour la défaite japonaise de la Seconde Guerre mondiale face aux Américains (et pour les nombreuses pertes et suicides, les nombreuses fois où les officiers supérieurs ont placé le « moral » en priorité face à des détails plus terre à terre tels que les vivres, les munitions ou les vies des soldats, et ainsi de suite), tandis que Musashi est lu et exalté par les Japonais modernes, aux tendances largement plus pacifistes que leurs ancêtres.
La pensée du samouraï Yamamoto Tsunetomo ne peut se résumer simplement et il est plus approprié de lire le Hagakure, plusieurs versions modernisées étant disponibles sur de nombreux sites de vente en ligne. Cependant, on peut citer comme exemple quelques-uns des nombreux principes qui sont, selon Yamamoto, essentiels au respect et à la poursuite de ce qu'il appelle « la Voie » :
- la résolution à mourir : selon lui, un samouraï doit cultiver « l'art de mourir » ou de vivre en se considérant comme déjà mort ;
- l'action immédiate : toute action trop longuement planifiée (en référence notamment à l'épisode des 47 rōnin) serait vouée à l'échec : un guerrier doit pouvoir se décider en moins de temps qu'il ne lui faut pour expirer sept fois ;
- un samouraï doit profiter « du paradis qu'est la vie » et vivre chaque instant (« l'instant crucial est maintenant et maintenant est l'instant crucial ») ;
- un samouraï doit rester, en tout cas et en tout lieu maitre de lui-même et ne doit pas prononcer de paroles déplacées ;
- un samouraï doit soigner son apparence.